# 반포주공아파트
반포주공아파트는 1973년 대한주택공사(현재의 한국토지주택공사)가 건설한 대한민국 최초의 주공아파트 대단지이며 서울특별시 서초구 반포동에 위치하고 있다. 총 99개동, 지상 5층으로 구성되어 있으며 주차장이 있다.

## 역사
1973년 대한주택공사가 서울특별시 최초로 지은 주공아파트로 지상 5층으로 구성되어 있고 상가 3층으로 구성되어있다. 아파트 상가는 아파트 거주지와 동일한 건물로 지었으며 영어 알파벳으로 동 수를 정하였다. 엘레베이터는 아파트와 상가 모두 없다.  
상가의 경우 외관에 간판을 달 수 있도록 하였으며 돌출 간판은 거의 없고 평면 간판이 주를 이룬다.  
1층에 있는 상가는 대부분 건물 앞에 밀집해 있어서 바로 들어갈 수 있고 2층과 3층에 있는 상가는 건물 뒤편에 들어가 계단으로 올라가서 들릴 수 있다.  주변에 반포초등학교, 반포중학교, 세화여중 및 고등학교 등의 교육기관과 접하여서 특성상 단란주점, 유흥주점 등은 입주하지 않았으며 별도의 주차장은 없다.  
대학교를 제외하고 초중고등학교의 공교육과 상가에 있는 사교육 학원들이 밀집해있어서 사교육 학원 밀집지로도 불린다. 

## 특징
22평~62평 3786가구로 지은 대단지로서 주공아파트가 강남과 더불어 대한민국을 "아파트공화국"으로 만드는데 큰 역할을 하였을 뿐 아니라, 강남 개발 사업의 첫 프로젝트로, 이 아파트가 없다면 다른 아파트가 강남 개발의 시초가 되거나, 지금의 강남은 존재하지 않는다. 또한 국내 최초로 복층 설계를 도입하여 6층짜리 건물이나, 1,3,5층만 현관을 설치하였고 나머지 2,4,6층은 실내에 설치한 계단을 통하여 올라갈수 있다. 이러한 건물들은 서류상 3층이며, 일부는 분양이 잘 안되자, 32평 2개로 쪼개어 6층짜리 건물도 있다. 또한 지역난방시설도 설치한 최신형 아파트였다. 이후 반포주공아파트는 1단지에 이어 2단지와 3단지까지 건축하여 분양하였다. 1단지 이후에 지어졌던 반포주공 2단지와 3단지는 현재 재개발로 인하여 철거되었으나 1단지는 재개발을 기다리고 있는 실정이다. 서울시는 국내 최초의 주공아파트라는 점에서 반포주공아파트 1개동을 마을 박물관으로 조성한다는 계획을 밝혔다.

## 재건축
반포주공1단지 124주구의 재건축은 현대건설의 구반포 디에이치 클래스트로 지어질 예정이다. 27일 오후 3시 40분 종료 후 현대건설이 반포주공1단지 시공사로 선정되었다. 반포주공1단지의 철거가 완료되면 반포 디에이치 클래스트가 지어질 예정이다. 반포 주공 3주구는 삼성물산은 2020년 5월 30일 서울 강남구 삼성동 코엑스 그랜드볼룸에서 개최한 시공사 선정 투표에서 참석 조합원 1316명(사전투표 포함) 가운데 686표(득표율 52%)를 받아 경쟁사 대우건설(617표, 47%)을 69표 차로 따돌리고 시공권을 따냈다. 래미안 트리니원으로 삼성물산 (래미안)이 재건축할 예정이다.

## 같이 보기
- 대한민국 아파트의 역사